# ريدج ريسر 6
ريدج ريسر 6 (بالإنجليزية: Ridge Racer 6)، هي لعبة فيديو يابانية، من تطوير ونشر شركة نامكو، صدرت اللعبة في الأسواق سنة 2005، حيث تعمل حصرياً على منصة إكس بوكس 360، وهي الجزء العاشر من السلسلة الرئيسية للعبة ريج ريسر.